# Orel
Orel je společné české jméno pro příslušníky několika různých rodů dravců z čeledi jestřábovitých. Jedná se o velké ptáky obývající převážně Starý svět.
Známí jsou orlové rodu Aquila, kam patří orel skalní (Aquila chrysaetos) nebo orel královský (Aquila heliaca), nebo orlové rodu Haliaeetus, kam patří orel mořský (Haliaeetus albicilla) nebo orel bělohlavý (Haliaeetus leucocephalus), symbol Spojených států amerických.
Několik druhů orlů hnízdí i na území Česka. Jsou to orel královský, orel skalní a orel mořský. Všechny zmíněné druhy jsou v Česku přísně chráněny zákonem 114/1992 Sb. a doprovodnými vyhláškami klasifikovány jako kriticky ohrožené.

## Orel jako symbol
Orel je v mnoha kulturách považován za posvátného. V řecké mytologii byl symbolem nejvyššího boha Dia. Stejnou symboliku převzali i Římané, orel symbolizoval jejich ekvivalent Dia, nejvyššího boha Jupitera. Právě proto měly římské legie na svých standartách orla – symbolizoval jejich boha – dobývaly tudíž ve jménu Jupitera. Touto symbolikou se později inspiroval i Napoleon Bonaparte, když francouzské císařské pluky během Napoleonských válek rovněž užívaly standarty s orly.
Na americkém kontinentě byl orel v toltécké a aztécké tradici ztělesněním slunce při jeho putování po obloze. Aztékům zosobňoval jejich nejmocnějšího boha Huitzilopochtliho a „orlové“ byli také jejich elitní bojovníci.
Stylizovaný orel či orlice jsou tradičními heraldickými figurami. Orla či orlici tak najdeme například na státním znaku Německa, Polska, či Ruska, ve znaku Moravy i Slezska. Dále je pak orel také vyobrazen na albánské vlajce.
Orel bělohlavý v letu je vyobrazen na státním znaku Spojených států amerických.

## Systém orlů
Taxonomie orlů prošla na počátku 21. století velkými změnami. Níže uvedené rozdělení do rodů odpovídá pojetí dle del Hoya a kol. (HBW and BirdLife International Illustrated Checklist of the Birds of the World. Volume 1: Non-passerines, 2014), které akceptuji Integrovaný taxonomický informační systém Spojených států amerických i Mezinárodní svaz ochrany přírody. Může však dojít k dalším změnám, je například navrhováno zrušení rodu Ichthyophaga a zařazení jeho zástupců pod rod Haliaeetus či naopak vyčlenění orla volavého (Aquila clanga), orla indického (Aquila hastata) a orla křiklavého (Aquila pomariina) z rodu Aquila do samostatného rodu Clanga (toto pojetí je možné nalézt v IOC World Bird List, verze 7.3, červenec 2017).

### Rod:Aquila
- orel africký (Aquila africana) – dříve Spizaetus africanus či Hieraaetus africanus
- orel damaní (Aquila verreauxii)
- orel hnědý (Aquila gurneyi)
- orel iberský (Aquila adalberti)
- orel indický (Aquila hastata)
- orel jestřábí (Aquila fasciata) – dříve Hieraaetus fasciatus
- orel klínoocasý (Aquila audax)
- orel královský (Aquila heliaca)
- orel křiklavý (Aquila pomariina)
- orel okrový (Aquila rapax)
- orel savanový (Aquila spilogaster) – dříve Hieraaetus spilogaster
- orel skalní (Aquila chrysaetos)
- orel stepní (Aquila nipalensis)
- orel volavý (Aquila clanga)

### Rod:Haliaeetus
- orel bělobřichý (Haliaeetus leucogaster)
- orel bělohlavý (Haliaeetus leucocephalus)
- orel jasnohlasý (Haliaeetus vocifer)
- orel madagaskarský (Haliaeetus vociferoides)
- orel mořský (Haliaeetus albicilla)
- orel páskovaný (Haliaeetus leucoryphus)
- orel Sanfordův (Haliaeetus sanfordi)
- orel východní (Haliaeetus pelagicus)

### Rod:Harpyopsis
- orel harpyjovitý (Harpyopsis novaeguineae)

### Rod:Hieraaetus
- orel malý (Hieraaetus morphnoides)
- orel nejmenší (Hieraaetus pennatus)
- orel skvrnitý (Hieraaetus ayresii)
- orel Wahlbergův (Hieraaetus wahlbergi) – dříve Aquila wahlbergi
- Hieraaetus weiskei

### Rod:Ictinaetus
- orel indomalajský (Ictinaetus malayensis)

### Rod:Ichthyophaga
- orel rybožravý (Ichthyophaga humilis)
- orel šedohlavý (Ichthyophaga ichthyaetus)

### Rod:Lophaetus
- orel chocholatý (Lophaetus occipitalis)

### Rod:Lophotriorchis
- orel kaštanobřichý (Lophotriorchis kienerii) – dříve Hieraaetus kienerii či Aquila kienerii

### Rod:Nisaetus
Všechny zde uvedené druhy byly původně řazeny do rodu Spizaetus.
- orel celebeský (Nisaetus lanceolatus)
- orel filipínský (Nisaetus philippensis)
- orel horský (Nisaetus nipalensis)
- orel jávský (Nisaetus bartelsi)
- orel malajský (Nisaetus nanus)
- orel pralesní (Nisaetus alboniger)
- orel proměnlivý (Nisaetus cirrhatus)
- Nisaetus floris – dříve poddruh orla proměnlivého (Nisaetus cirrhatus)
- Nisaetus kelaarti – dříve poddruh orla horského (Nisaetus nipalensis)
- Nisaetus pinskeri – dříve poddruh orla filipínského (Nisaetus philippensis)

### Rod:Pithecophaga
- orel opičí (Pithecophaga jefferyi)

### Rod:Polemaetus
- orel bojovný (Polemaetus bellicosus)

### Rod:Spizaetus
- orel andský (Spizaetus isidori) – dříve Oroaetus isidori
- orel černobílý (Spizaetus melanoleucus) – dříve Spizastur melanoleucus
- orel černý (Spizaetus tyrannus)
- orel ozdobený (Spizaetus ornatus)

### Rod:Stephanoaetus
- orel korunkatý (Stephanoaetus coronatus)